# Sherrod Brown
Sherrod Campbell Brown (født 9. november 1952 i Mansfield) er en amerikansk politiker. Han er medlem af USAs senat og repræsenterer Ohio og Det demokratiske parti. Han kom ind i Senatet den 3. januar 2007, efter at have repræsenteret Ohios 13. kongresdistrikt i Repræsentanternes hus siden 1993.

## Familie
Brown er gift med Connie Schultz. Schultz vandt i 2005 Pulitzer-prisen for sine kommentarer i Cleveland-avis The Plain Dealer. Han har to børn fra et tidligere ægteskab.